# Pelota

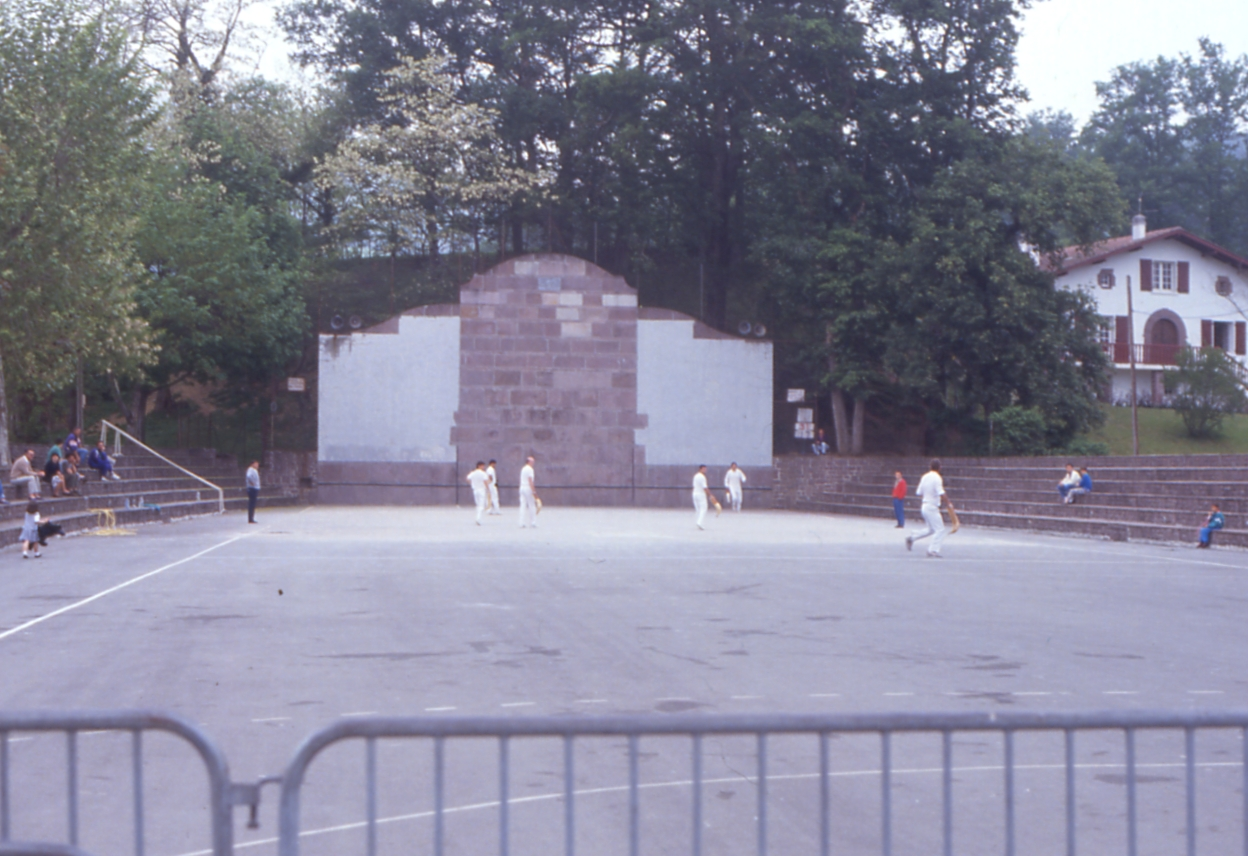
Pelota-Spiel auf einem Frontón in Baztan (Nord-Navarra)

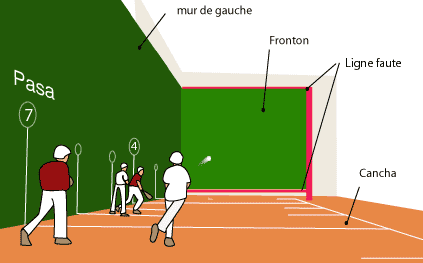
Skizze eines Hallenspielfeldbeispiels

Pelota (auch Pelota Vasca) ist ein Rückschlagspiel baskischen Ursprungs. Dabei schlagen zwei Spieler bzw. zwei Zweierteams abwechselnd einen Ball gegen eine Prellwand, den Frontón, bis eine Seite den Regeln gemäß einen Punkt erzielt. Gewonnen hat, wer zuerst eine bestimmte Punktzahl erreicht. Im Mittelpunkt des Spiels steht zwar stets ein Ball, doch die Beschleunigungsinstrumente variieren historisch und örtlich zwischen der bloßen Hand, einem Schlagbrett und einem Spitzkorb mit Fang- und Schleuderfunktion. Schriftliche Regeln für eine Vielzahl verschiedener Austragungsformen sind erst aus dem 19. Jahrhundert bekannt.
Pelota hat Volksfestcharakter und traditionell einen zentralen Stellenwert im öffentlichen Leben der Basken. Die Spielfelder vor dem Frontón sind zwischen 35 und 60 Meter lang und bis zu 15 Meter breit. Die Pelotaspieler werden auch als Pelotari bezeichnet.

## Variierende Schlaginstrumente
Pelota existiert hauptsächlich in den Varianten Pelota a Mano, Pelota a Pala und Cesta Punta. Bei Pelota a Mano wird der Ball mit der bloßen Hand geschlagen. Dies ist heute in Nordspanien die weitestverbreitete und vor allem populärste Spielweise. Die Spieler der Pelota a Pala verwenden einen einfachen Holzschläger, der als Pala oder Paleta bezeichnet wird (ähnlich dem Squash). Die Spielvariante Cesta Punta wird am häufigsten in den Vereinigten Staaten gespielt, wo sie auch Jai Alai (baskisch für fröhliches Spiel) genannt wird. Als Schläger dient hier ein Handschuh, der mit einem länglichen Korb verbunden ist, daher der Name Cesta Punta, spanisch für „Spitzkorb“ (baskisch xistera).
Pelota-Spielgeräte im Berliner Museum Europäischer Kulturen

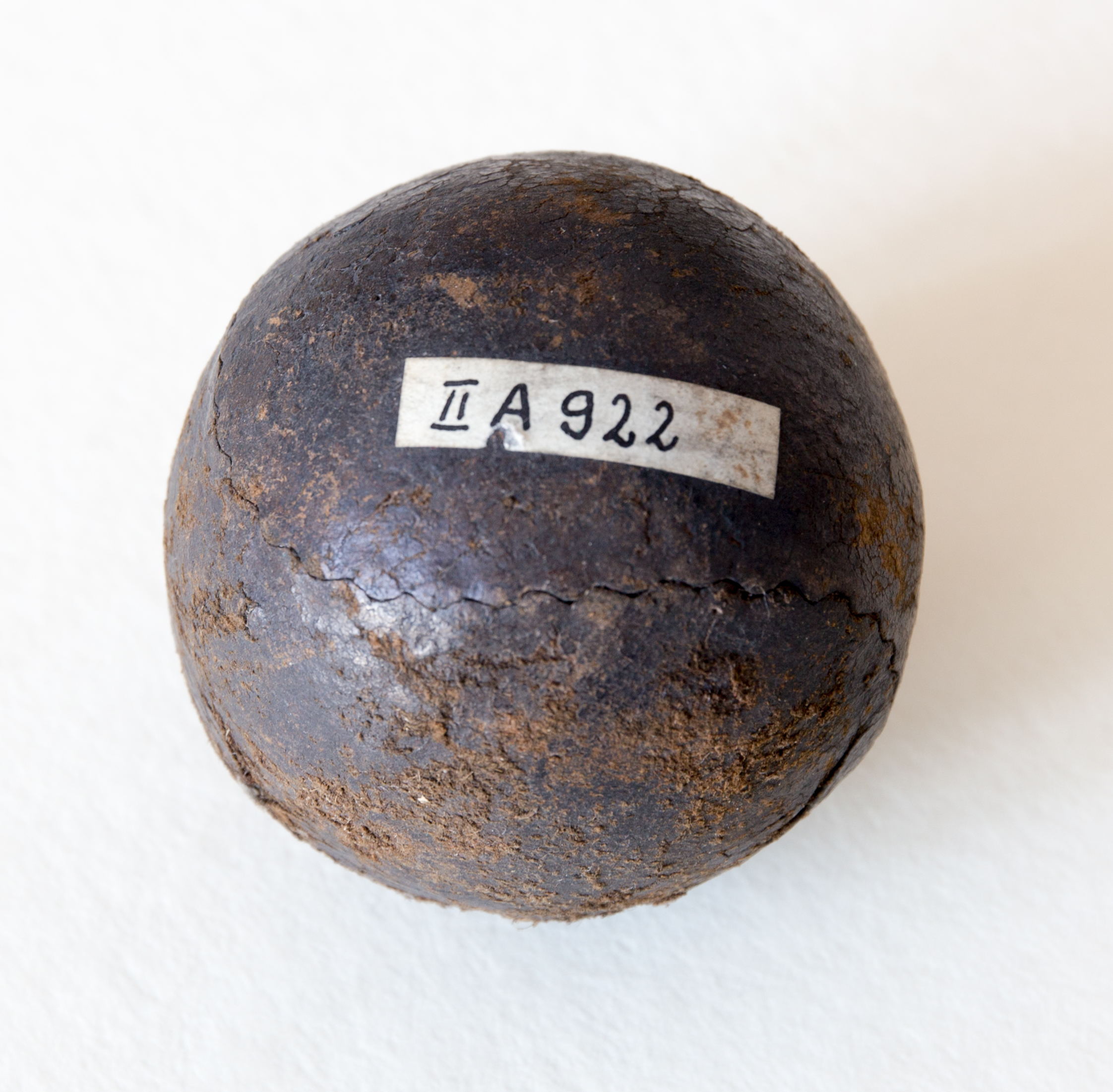
Pelota-Ball
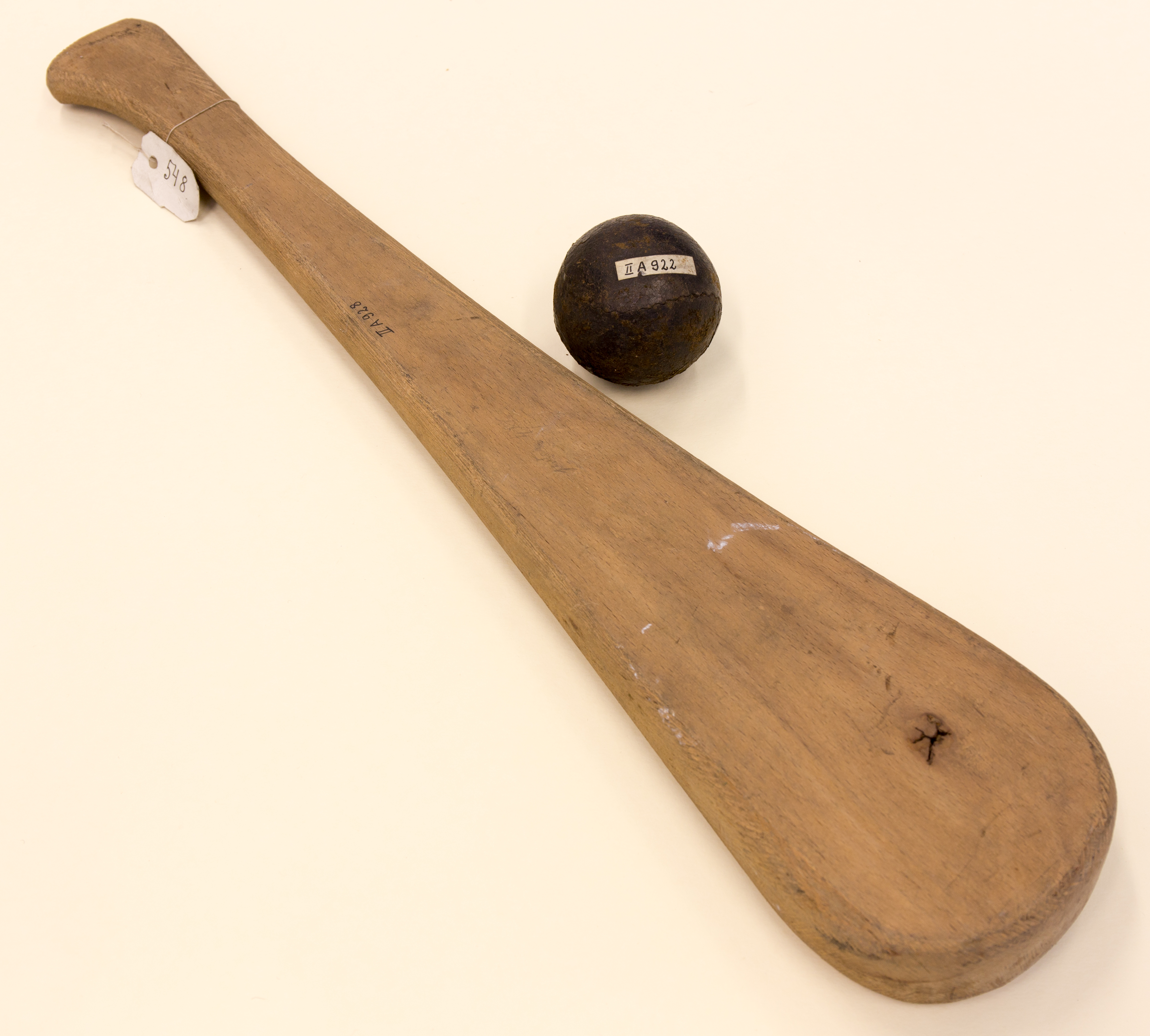
Pelota-Schlagbrett mit Ball
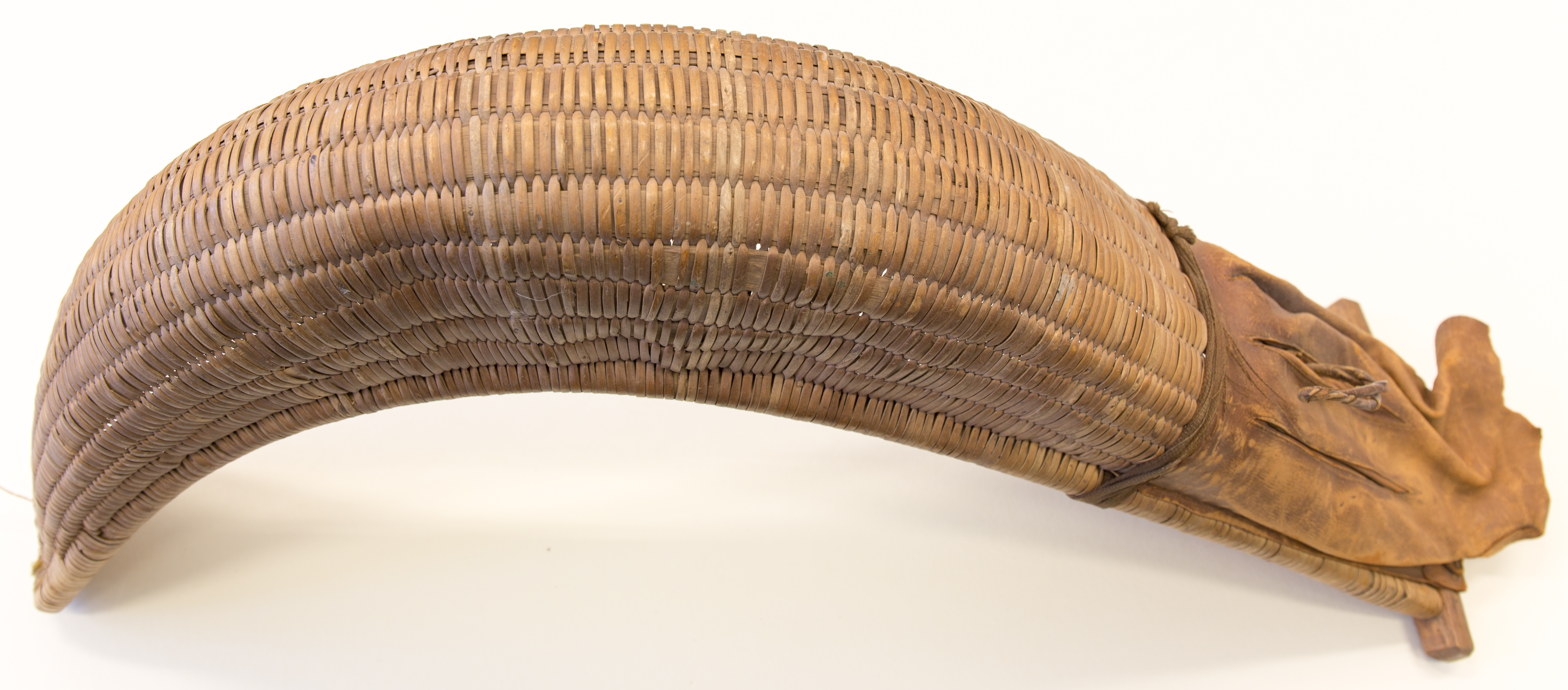
Spitzkorb (Xistera) für Jai Alai
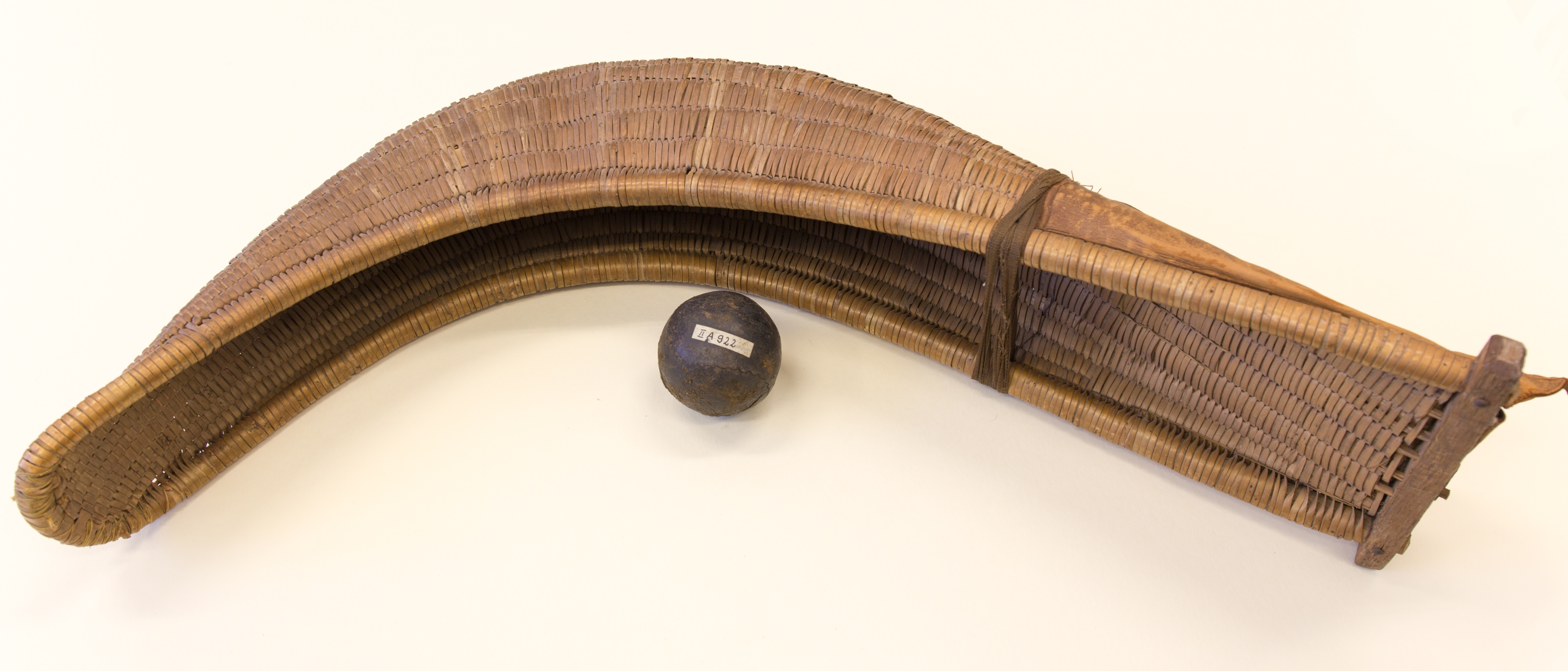
Spitzkorb mit Ball

## Der Spielball

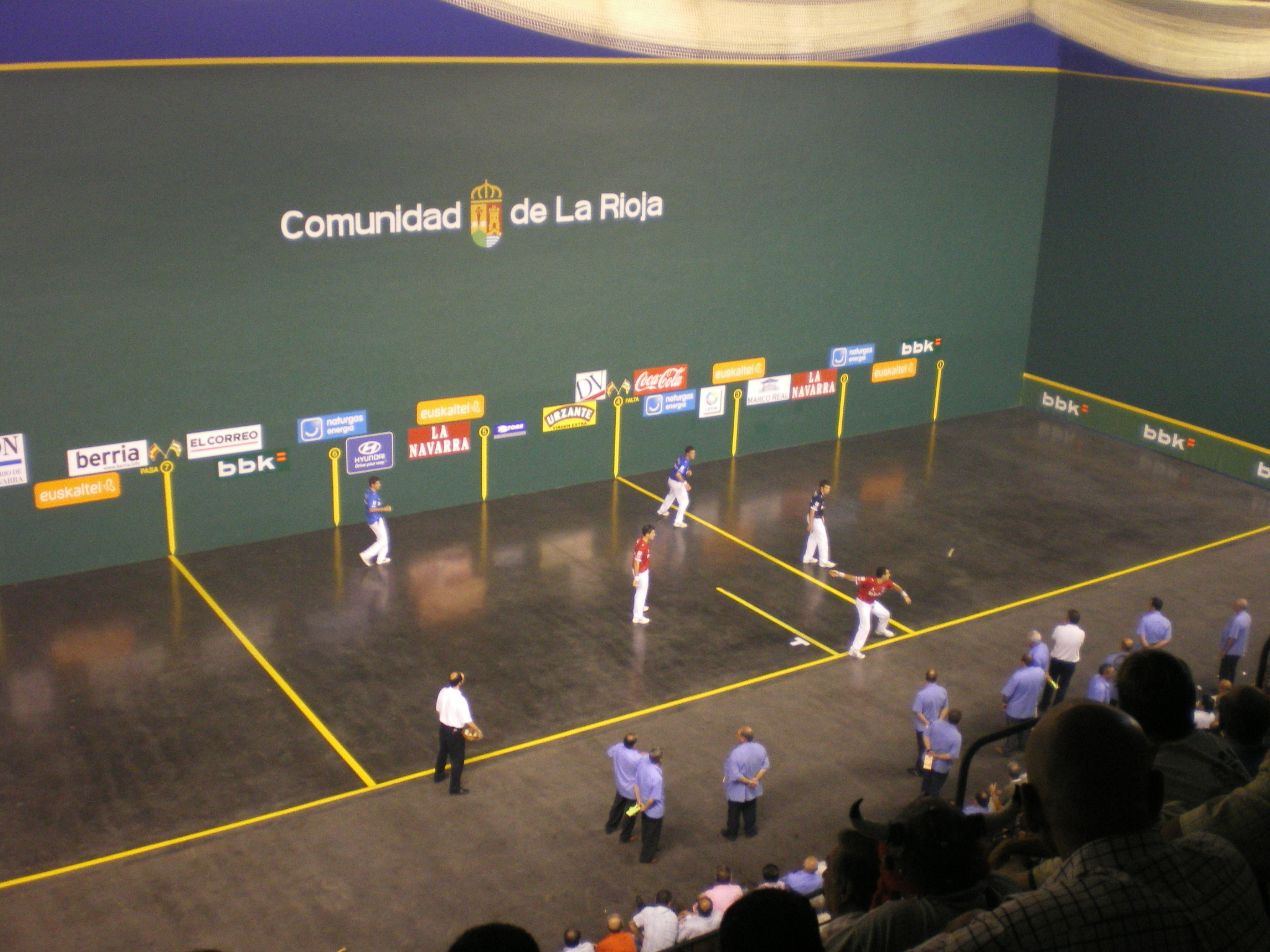
Hallen-Pelota

Der Pelotaschussball, insbesondere der für Pelota a Mano, besteht üblicherweise aus Leder oder Gummi, ist mit einem Holzkern und mehreren Lagen Stoff oder Latex gefüllt. Er wird handwerklich hergestellt, so dass jeder einzelne Ball seine eigenen charakteristischen Spieleigenschaften hat. Bei Pelota a Mano wählen die Spieler die Bälle aus einer vorhandenen Anzahl nach persönlichen Vorlieben aus. Noch immer gibt es Orte im Baskenland, wo in Familienbetrieben die Bälle handgefertigt mit unterschiedlichen Besonderheiten hergestellt werden. In Sestao besteht der Kern der Bälle heutzutage aus einem dünnen äußerst dehnbaren Latexband, das zu kleinen harten Kugeln gewickelt wird. Sodann werden sie mit reiner Wolle und danach mit Baumwollschnüren umwickelt. Zuletzt bekommt der Ball einen Überzug aus Ziegenhaut. Alle Bälle wiegen zwischen 103 und 107 Gramm. Pelota a Pala wird teils mit Gummibällen gespielt, die nach der Entdeckung Amerikas aufkamen.
Pelota-Spielfelder – Mittelpunkte im Baskenland

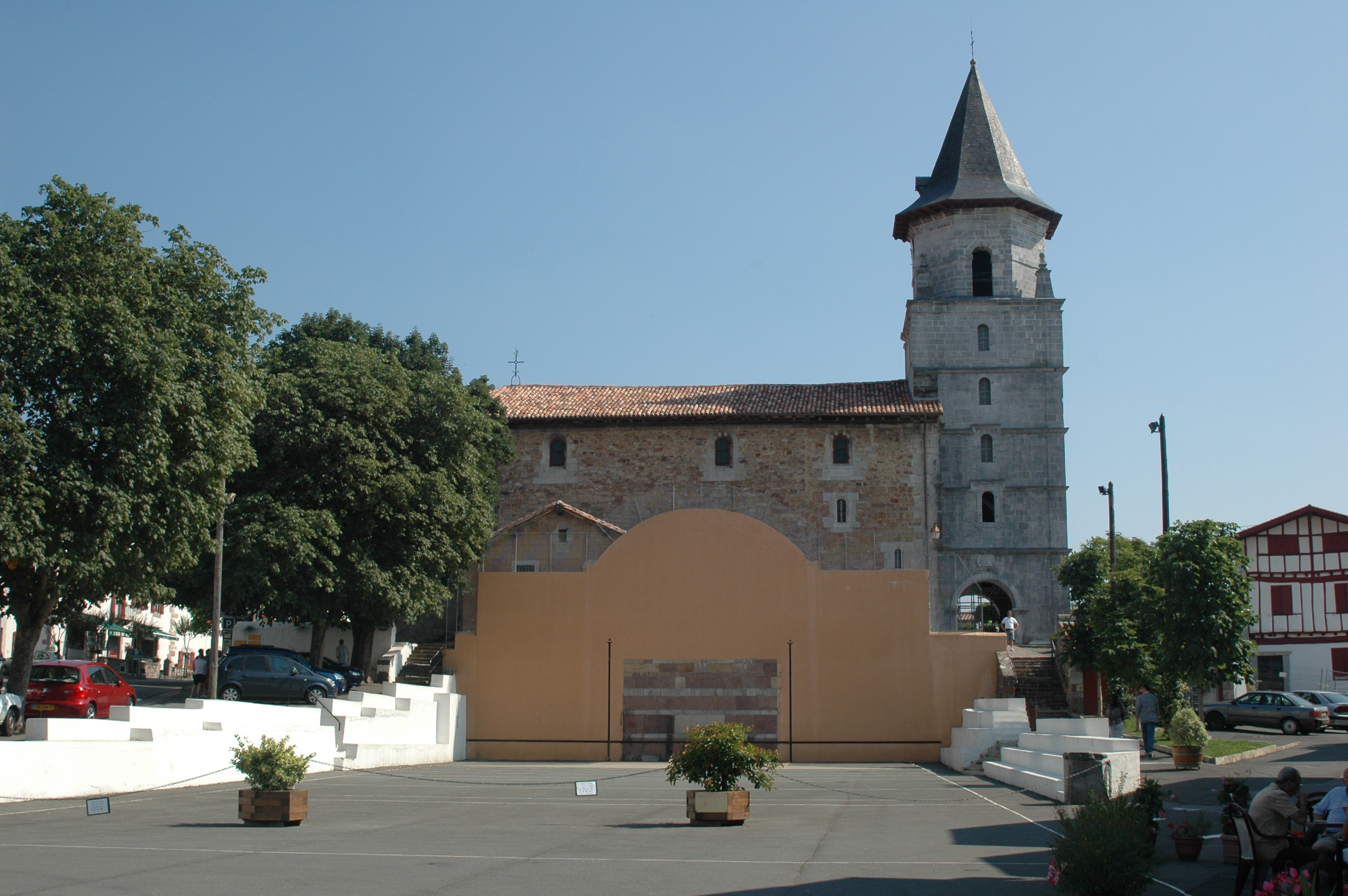
Ainhoa
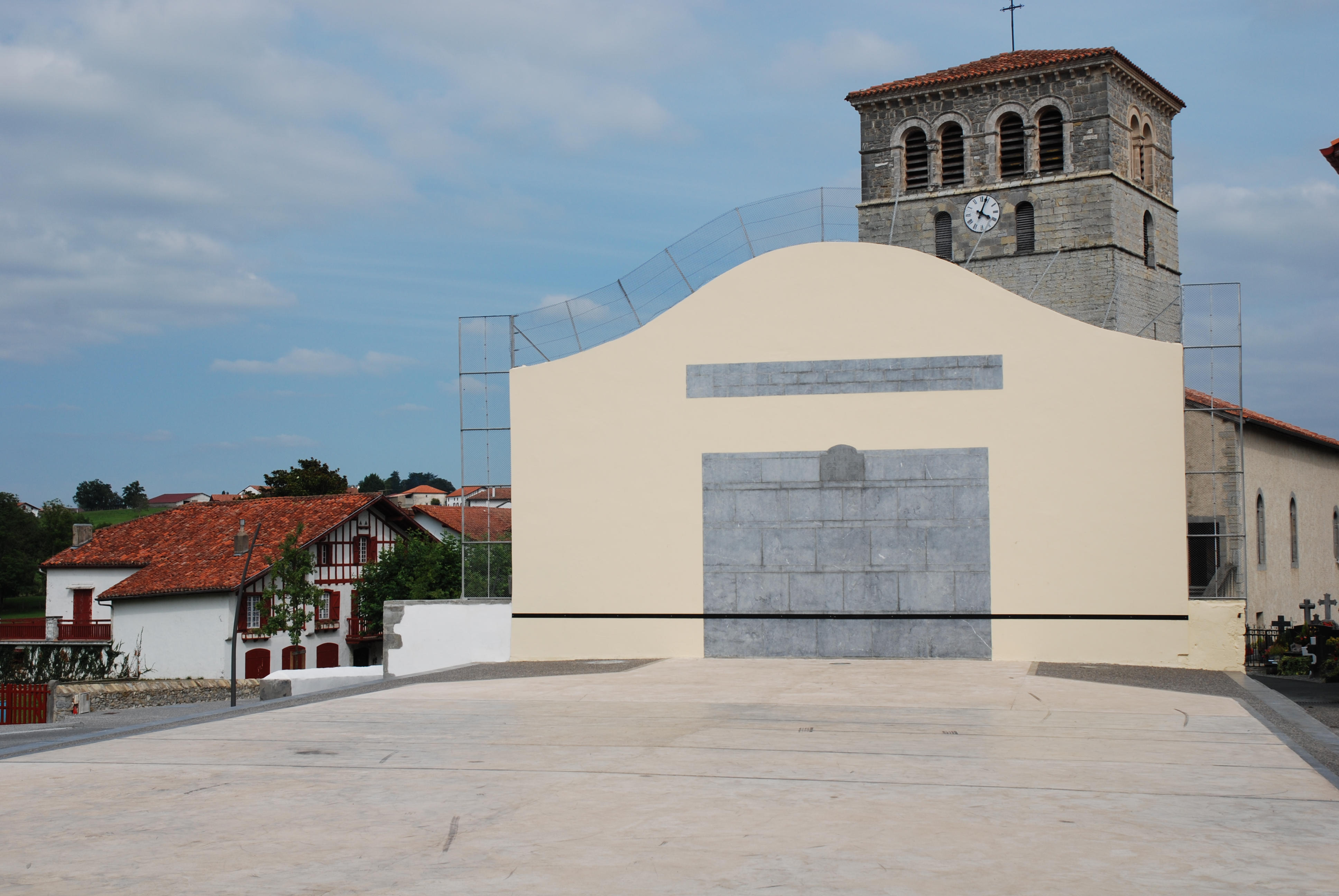
Irissarry (Irisarri)
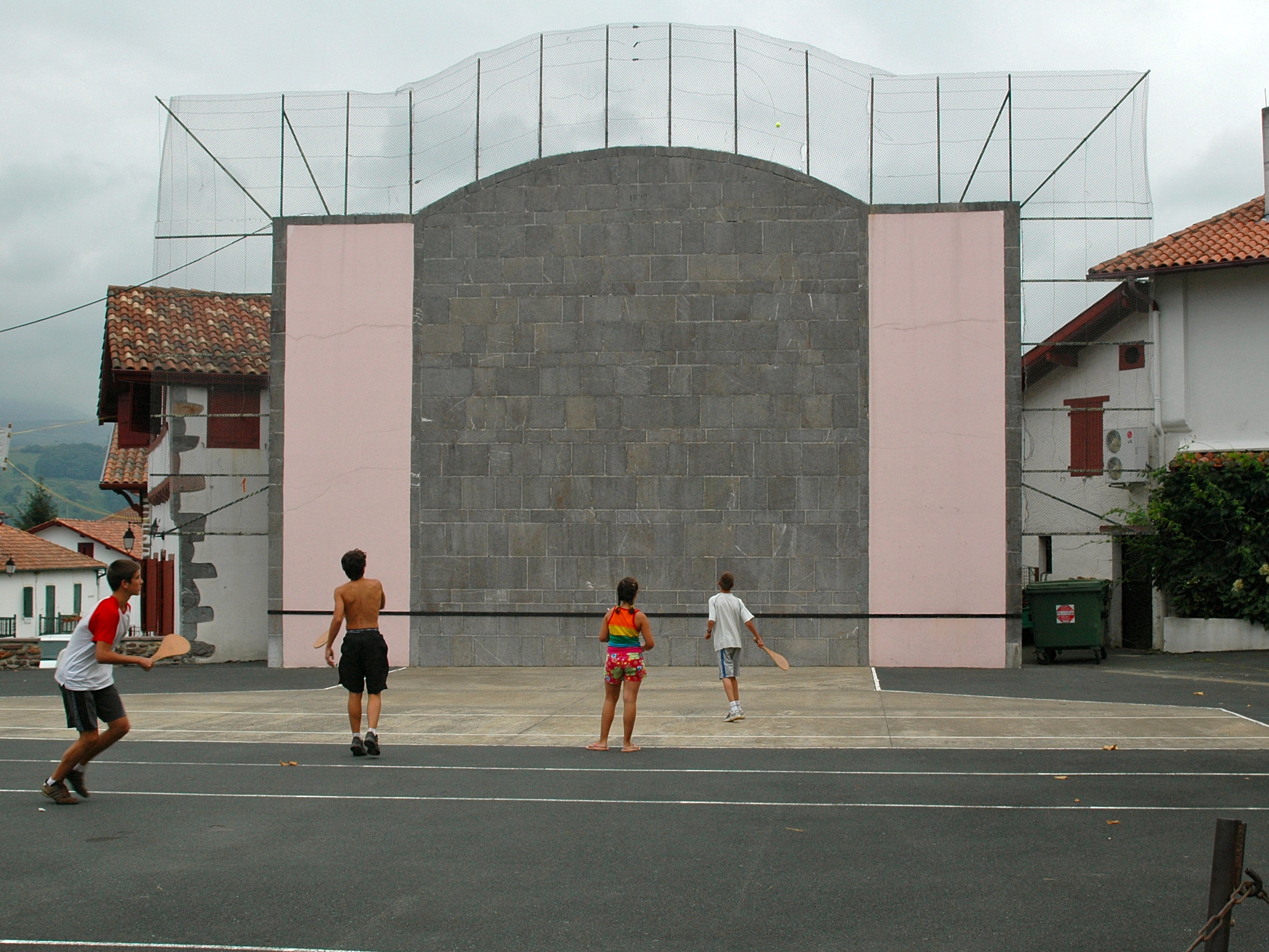
Itxassou (Itsasu)
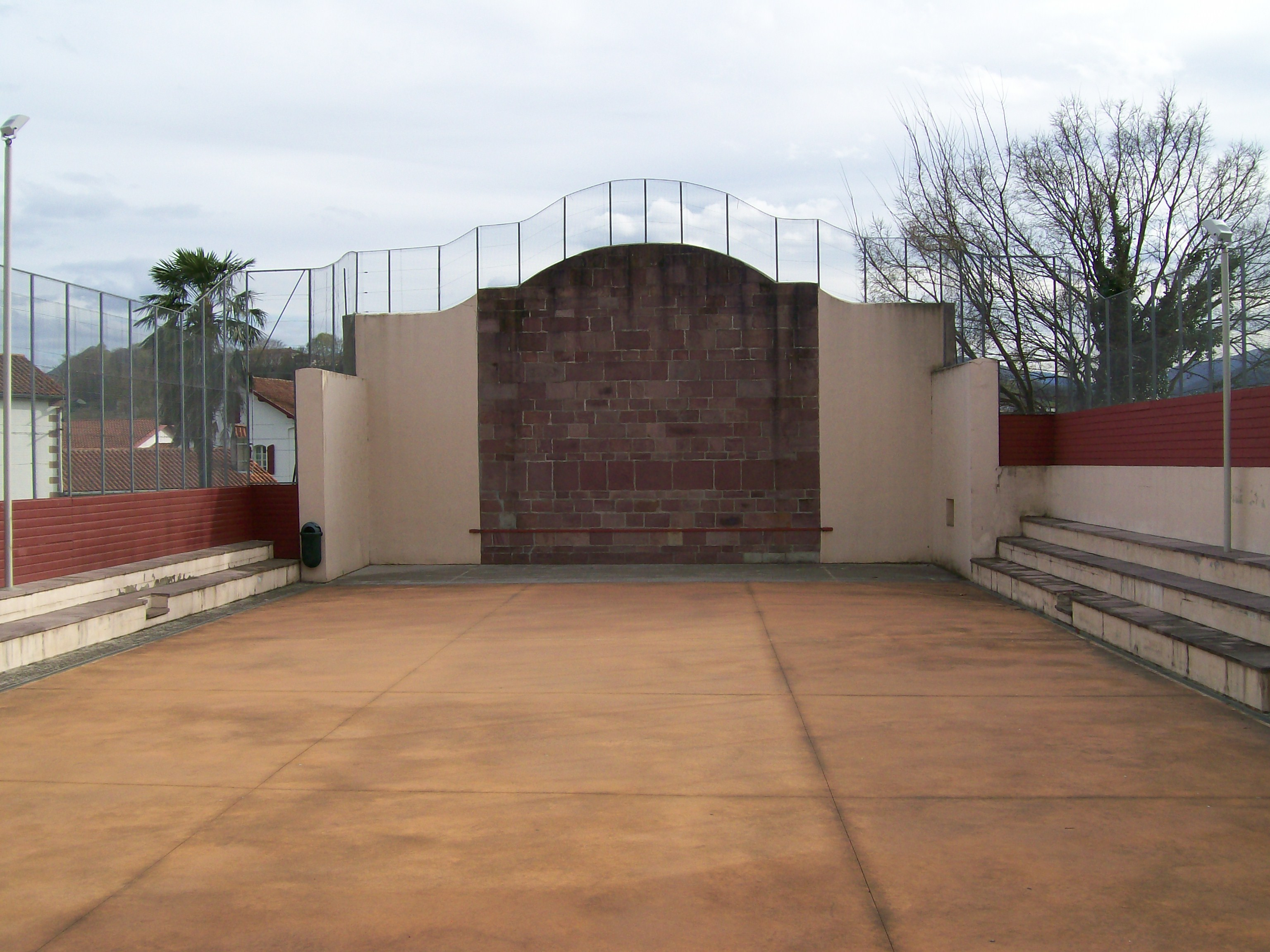
Ispoure (Izpura)

## Verbreitung
„Jeder Tourist, der ins Baskenland kommt“, heißt es bei Xabi Franchez Apeztxea, „stößt selbst in den kleinsten Dörfern auf einen frontón, den Platz mit einer dazugehörigen Schlagwand aus Beton, auf dem Pelota gespielt wird. Wer einmal einer contienda de mano, also einer mit der Hand ausgetragenen Pelotapartie, zuschaut, der wird davon gefesselt sein, wie die Spieler mit aller Kraft die pelota, diesen kleinen Gummi- oder Lederball mit etwa sechs Zentimetern Durchmesser und einem Gewicht von 100 Gramm, gegen die Wand des frontón schleudern. Sie spielen mit fast bloßen Händen, nur an einigen Stellen leicht mit Pflastern und kleinen Stoffflicken geschützt.“ Es gebe kaum einen Ort im Baskenland, wo bei den Fiestas kein Pelotaturnier auf dem Programm steht.
Das Spiel wird heute in verschiedenen Varianten auch als Hallensportart sowohl im spanischen und französischen Baskenland und in benachbarten Gebieten als auch in Mexiko, Argentinien, Uruguay, den Philippinen (Manila) und Teilen der Vereinigten Staaten (dort vor allem in Florida) gespielt.

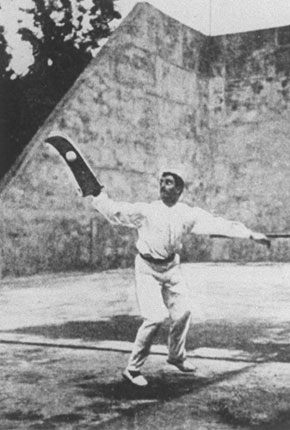
In Paris 1900 olympische Sportart

Pelota war im Jahr 1900, ebenso wie Croquet und Cricket, zum ersten und bisher einzigen Mal eine Sportart bei den Olympischen Spielen in Paris. In den Jahren 1924, 1968 und 1992 war es lediglich Demonstrationssportart.
Pelota a Mano ist eine im Baskenland ausgesprochen populäre, ganzjährig betriebene Sportart und hat dort einen ähnlichen Stellenwert wie Fußball. Seit dem 20. Jahrhundert wird Pelota auch professionell gespielt. Die jährliche Finalrunde der Profis wird im ganzen Baskenland gebannt verfolgt. Einige Fernsehsender aus nordspanischen Regionen unterbrechen ihr reguläres Programm, um Pelotaspiele auszustrahlen. Die Einschaltquoten der Finalrunde übertreffen mit über 60 Prozent noch diejenigen des baskischen Fußball-Derbys zwischen Athletic Bilbao und Real Sociedad San Sebastián. Während der Spiele werden auf den Pelota-frontones wie in den Bars Wetten mit teils hohen Beträgen abgeschlossen. Einige der herausragendsten Spieler, so Apeztxea, seien unter Basken zu Mythen geworden, zum Beispiel Julián Retegi oder Mitte des 20. Jahrhunderts Atano III.